# Округ Мартин (Минесота)
Округ Мартин (енгл. Martin County) је округ у америчкој савезној држави Минесота.

## Демографија
По попису из 2010. године број становника је 20.840, што је 962 (-4,4%) становника мање него 2000. године.
| Група             | 2000.          | 2010.          |
| Белци             | 21.100 (96,8%) | 19.766 (94,8%) |
| Афроамериканци    | 55 (0,3%)      | 64 (0,3%)      |
| Азијати           | 91 (0,4%)      | 104 (0,5%)     |
| Хиспаноамериканци | 421 (1,9%)     | 744 (3,6%)     |
| Укупно            | 21.802         | 20.840         |